# Primera División B 2019 (Paraguay)
El campeonato de la Primera División B 2019 del fútbol paraguayo, fue la septuagésima octava edición de un campeonato oficial de Tercera División, denominada actualmente Primera División B, organizado por la Asociación Paraguaya de Fútbol. El campeonato inició el 4 de mayo y finalizó el 30 de noviembre. En esta edición compitieron 18 equipos.
El club Sportivo Ameliano logró el título y el ascenso en la fecha 34. Tacuary se consagró subcampeón en la última fecha, lo que le otorgaría el derecho de disputar los partidos de repechaje contra el club Sportivo Carapeguá por el último cupo de ascenso a la División Intermedia, pero debido a que el Nacional B se disputó con menos de 18 equipos Tacuary ascendió directamente.
Al otro extremo los clubes General Caballero ZC y Capitán Figari descendieron a una fecha de terminar el campeonato.

## Sistema de competición
El modo de disputa se mantendría al igual que en las temporadas precedentes el de todos contra todos a partidos de ida y vuelta, es decir a dos rondas compuestas por 17 jornadas cada una con localía recíproca. Se consagrará campeón el equipo que acumule la mayor cantidad de puntos al término de las 34 fechas.
En caso de paridad de puntos entre dos contendientes, se define el título en un partido extra. De existir más de dos en disputa, se resuelve según los siguientes parámetros:
1) saldo de goles;
2) mayor cantidad de goles marcados;
3) mayor cantidad de goles marcados en condición de visitante;
4) sorteo.

## Producto de la clasificación
- El torneo coronará al 77° campeón en la historia de la Tercera División.[6]

- El campeón del torneo, obtendrá directamente su ascenso a la Segunda División. El subcampeón tendrá derecho a disputar la tercera plaza con el subcampeón de la Primera B Nacional.

- Los dos equipos que terminen en las últimas posiciones de la tabla de promedios descenderán a la Cuarta División.

## Ascensos y descensos
| Ascendido a División Intermedia                      |
| ---------------------------------------------------- |
| 12 de Octubre (I) (Campeón de la Primera División B) |

| Descendidos a Primera División C                     |
| ---------------------------------------------------- |
| Olimpia de Itá (Último en la tabla de promedios)     |
| Benjamín Aceval (Penúltimo en la tabla de promedios) |

| Ascendidos de Primera División C |
| -------------------------------- |
| Atlético Tembetary (Campeón)     |
| Sportivo Limpeño (Subcampeón)    |

| Descendidos de División Intermedia                        |
| --------------------------------------------------------- |
| Martín Ledesma (Último en la tabla de promedios)          |
| General Caballero ZC (Penúltimo en la tabla de promedios) |

## Equipos participantes
| Equipo               | Fundación                | Ciudad               | Estadio                | Capacidad |
| -------------------- | ------------------------ | -------------------- | ---------------------- | --------- |
| 24 de Septiembre VP  | 24 de septiembre de 1914 | Areguá               | Próculo Cortázar       | 2500      |
| 29 de Septiembre     | 30 de abril de 1942      | Luque                | Salustiano Zaracho     | 3500      |
| 3 de Febrero         | 10 de marzo de 1949      | Asunción             | 3 de Febrero           | 500       |
| 3 de Noviembre       | 15 de mayo de 1959       | Asunción             | Rubén Ramírez          | 1500      |
| Sportivo Ameliano    | 6 de enero de 1936       | Asunción             | José Tomás Silva       | 800       |
| Atlántida            | 23 de diciembre de 1906  | Asunción             | Flaviano Díaz          | 1000      |
| Capitán Figari       | 1 de marzo de 1931       | Lambaré              | Juan B. Ruíz Díaz      | 5500      |
| Atlético Colegiales  | 7 de enero de 1977       | Lambaré              | Luciano Zacarías       | 8000      |
| Cristóbal Colón JAS  | 12 de octubre de 1913    | J. Augusto Saldívar  | Herminio Ricardo       | 3000      |
| Cristóbal Colón (Ñ)  | 12 de octubre de 1925    | Ñemby                | Pablo Patricio Bogarín | 2500      |
| General Caballero ZC | 6 de septiembre de 1918  | Asunción             | Hugo Bogado Vaceque    | 5000      |
| Sportivo Limpeño     | 16 de julio de 1914      | Limpio               | Optaciano Gómez        | 1800      |
| Martín Ledesma       | 22 de septiembre de 1914 | Capiatá              | Enrique Soler          | 5000      |
| Pilcomayo            | 9 de junio de 1915       | Mariano Roque Alonso | Agustín Báez           | 800       |
| Presidente Hayes     | 8 de noviembre de 1907   | Asunción             | Félix Cabrera          | 5000      |
| Deportivo Recoleta   | 12 de febrero de 1931    | Asunción             | Roque Battilana        | 6000      |
| Tacuary              | 10 de diciembre de 1923  | Asunción             | Toribio Vargas         | 3000      |
| Atlético Tembetary   | 3 de agosto de 1912      | Villa Elisa          | Complejo Tembetary     | 500       |

### Distribución geográfica de los equipos
| Región               | Cant. | Equipos |
| -------------------- | ----- | --- |
| Distrito Capital     | 8     | 3 de Febrero, 3 de Noviembre, Sportivo Ameliano, Atlántida, General Caballero ZC, Presidente Hayes, Deportivo Recoleta, Tacuary. |
| Departamento Central | 10    | Pilcomayo (Mariano Roque Alonso); 24 de Septiembre (Areguá); Cristóbal Colón (Ñemby); 29 de Septiembre (Luque); Cristóbal Colón (J. Augusto Saldívar); Capitán Figari y Atlético Colegiales (Lambaré); Atlético Tembetary (Villa Elisa); Limpeño (Limpio); Martín Ledesma (Capiatá). |

## Clasificación
- Actualizado el 30 de noviembre de 2019.

| Pos. | Equipos              | PJ | PG | PE | PP | GF | GC | S   | Pts. |
| ---- | -------------------- | -- | -- | -- | -- | -- | -- | --- | ---- |
| 1.   | Sportivo Ameliano    | 34 | 20 | 7  | 7  | 89 | 41 | 48  | 67   |
| 2.   | Tacuary              | 34 | 20 | 7  | 7  | 69 | 41 | 28  | 67   |
| 3.   | 29 de Septiembre     | 34 | 20 | 7  | 7  | 61 | 46 | 15  | 67   |
| 4.   | Atlético Tembetary   | 34 | 19 | 9  | 6  | 68 | 39 | 29  | 66   |
| 5.   | 24 de Septiembre VP  | 34 | 17 | 12 | 5  | 62 | 32 | 30  | 63   |
| 6.   | Cristóbal Colón (Ñ)  | 34 | 17 | 9  | 8  | 58 | 46 | 12  | 60   |
| 7.   | Cristóbal Colón JAS  | 34 | 16 | 8  | 10 | 53 | 47 | 6   | 56   |
| 8.   | Deportivo Recoleta   | 34 | 14 | 7  | 13 | 56 | 47 | 9   | 49   |
| 9.   | 3 de Febrero         | 34 | 13 | 6  | 15 | 43 | 53 | -10 | 42   |
| 10.  | Sportivo Limpeño     | 34 | 13 | 2  | 19 | 38 | 52 | -14 | 41   |
| 11.  | Presidente Hayes     | 34 | 11 | 8  | 15 | 37 | 52 | -15 | 41   |
| 12.  | Atlético Colegiales  | 34 | 9  | 12 | 13 | 54 | 61 | -7  | 39   |
| 13.  | Atlántida            | 34 | 9  | 12 | 13 | 47 | 55 | -8  | 39   |
| 14.  | Martín Ledesma       | 34 | 11 | 6  | 17 | 35 | 51 | -16 | 39   |
| 15.  | 3 de Noviembre       | 34 | 7  | 11 | 16 | 38 | 51 | -13 | 32   |
| 16.  | Pilcomayo            | 34 | 7  | 8  | 19 | 31 | 48 | -17 | 29   |
| 17.  | General Caballero ZC | 34 | 6  | 9  | 19 | 38 | 58 | -20 | 27   |
| 18.  | Capitán Figari       | 34 | 3  | 10 | 21 | 25 | 82 | -57 | 19   |

Pos=Posición; PJ=Partidos jugados; PG=Partidos ganados; PE=Partidos empatados; PP=Partidos perdidos; Pts=Puntos 

GF=Goles a favor; GC=Goles en contra; DG=Diferencia de gol
|  | Ascendidos a Segunda División |

## Puntaje promedio
El promedio de puntos de un club es el cociente que se obtiene de la división de su puntaje acumulado en las últimas dos temporadas en la división, por la cantidad de partidos que haya jugado durante dicho período. Este determina, al final de cada temporada, el descenso de los equipos que acaben en los dos últimos lugares de la tabla a la Cuarta División. Para esta temporada se promediarán los puntajes acumulados de la temporada 2017, 2018 y la actual. En caso de empate de cociente para determinar a los equipos por descender, si el empate se da entre dos clubes se juega partido extra, si el empate es entre más de dos clubes se tiene en cuenta la diferencia de gol en primera instancia, luego goles a favor para determinar a los descendidos.
- Actualizado el 30 de noviembre de 2019.

| Pos | Club                 | Prom  | PT  | PJ  | 2017 | 2018 | 2019 |
| --- | -------------------- | ----- | --- | --- | ---- | ---- | ---- |
| 1º  | Atlético Tembetary   | 1,941 | 66  | 34  | -    | -    | 66   |
| 2º  | Sportivo Ameliano    | 1,790 | 179 | 100 | 55   | 57   | 67   |
| 3º  | Tacuary              | 1,710 | 171 | 100 | 45   | 59   | 67   |
| 4º  | Atlético Colegiales  | 1,590 | 159 | 100 | 71   | 49   | 39   |
| 5º  | 24 de Septiembre VP  | 1,530 | 153 | 100 | 51   | 39   | 63   |
| 6º  | 29 de Septiembre     | 1,510 | 151 | 100 | 44   | 40   | 67   |
| 7º  | Cristóbal Colón (Ñ)  | 1,500 | 150 | 100 | 45   | 45   | 60   |
| 8º  | Cristóbal Colón JAS  | 1,480 | 148 | 100 | 42   | 50   | 56   |
| 9º  | Deportivo Recoleta   | 1,440 | 144 | 100 | 47   | 48   | 49   |
| 10º | 3 de Febrero         | 1,380 | 138 | 100 | 50   | 46   | 42   |
| 11º | Presidente Hayes     | 1,318 | 87  | 66  | -    | 46   | 41   |
| 12º | Atlántida            | 1,227 | 81  | 66  | -    | 42   | 39   |
| 13º | Sportivo Limpeño     | 1,205 | 41  | 34  | -    | -    | 41   |
| 14º | 3 de Noviembre       | 1,150 | 115 | 100 | 43   | 40   | 32   |
| 15º | Martín Ledesma       | 1,147 | 39  | 34  | -    | -    | 39   |
| 16º | Pilcomayo            | 1,050 | 105 | 100 | 38   | 38   | 29   |
| 17º | Capitán Figari       | 0,960 | 96  | 100 | 47   | 30   | 19   |
| 18º | General Caballero ZC | 0,794 | 27  | 34  | -    | -    | 27   |

 Pos=Posición; Prom=Promedio; PT=Puntaje total; PJ=Partidos jugados
|  | Descendidos a Cuarta División |

## Campeón
|                               |
| Sportivo Ameliano 2.do título |

## Resultados
| Cristóbal Colón (Ñ)  | 2 - 1 | Sportivo Ameliano   | Pablo Patricio Bogarín | 4 de mayo | 15:15 |
| 29 de Setiembre      | 2 - 1 | Atlético Colegiales | Salustiano Zaracho     | 5 de mayo | 15:15 |
| Atlántida            | 2 - 1 | Atlético Tembetary  | Flaviano Díaz          | 5 de mayo | 15:15 |
| Capitán Figari       | 1 - 1 | Cristóbal Colón JAS | Juan B. Ruiz Díaz      | 5 de mayo | 15:15 |
| 3 de Noviembre       | 3 - 2 | Pilcomayo           | Rubén Ramírez          | 5 de mayo | 15:15 |
| 3 de Febrero         | 2 - 3 | Tacuary             | Tomás Beggan           | 5 de mayo | 15:15 |
| Martín Ledesma       | 2 - 1 | Sportivo Limpeño    | Enrique Soler          | 5 de mayo | 15:15 |
| General Caballero ZC | 0 - 2 | 24 de Setiembre VP  | Hugo Bogado Vaceque    | 5 de mayo | 15:15 |
| Deportivo Recoleta   | 1 - 2 | Presidente Hayes    | Martín Torres          | 5 de mayo | 15:15 |

| Martín Ledesma      | 2 - 1 | Deportivo Recoleta   | Salustiano Zaracho        | 11 de mayo | 10:00 |
| Tacuary             | 2 - 0 | Cristóbal Colón (Ñ)  | Toribio Vargas            | 11 de mayo | 15:00 |
| Presidente Hayes    | 0 - 1 | 29 de Setiembre      | Félix Cabrera             | 11 de mayo | 15:00 |
| Atlético Colegiales | 4 - 2 | Atlántida            | Profesor Luciano Zacarías | 12 de mayo | 15:00 |
| Sportivo Ameliano   | 2 - 0 | General Caballero ZC | José Tomás Silva          | 12 de mayo | 15:00 |
| Cristóbal Colón JAS | 2 - 1 | 3 de Noviembre       | Herminio Ricardo          | 12 de mayo | 15:00 |
| Atlético Tembetary  | 5 - 0 | Capitán Figari       | Salvador Cabañas          | 15 de mayo | 10:00 |
| Pilcomayo           | 2 - 0 | 3 de Febrero         | Agustín Báez              | 15 de mayo | 10:00 |
| Sportivo Limpeño    | 0 - 4 | 24 de Setiembre VP   | Optaciano Gómez           | 15 de mayo | 15:00 |

| General Caballero ZC | 1 - 2 | Tacuary             | Hugo Bogado            | 18 de mayo | 15:00 |
| 3 de Noviembre       | 0 - 0 | Atlético Tembetary  | Dr. Rubén Ramírez      | 18 de mayo | 15:00 |
| Cristóbal Colón (Ñ)  | 2 - 2 | Pilcomayo           | Pablo Patricio Bogarín | 18 de mayo | 15:00 |
| 29 de Setiembre      | 1 - 1 | Martín Ledesma      | Salustiano Zaracho     | 19 de mayo | 15:00 |
| Atlántida            | 1 - 1 | Presidente Hayes    | Flaviano Díaz          | 19 de mayo | 15:00 |
| Deportivo Recoleta   | 0 - 1 | Sportivo Limpeño    | Félix Cabrera          | 19 de mayo | 15:00 |
| Capitán Figari       | 2 - 2 | Atlético Colegiales | Juan B. Ruiz Díaz      | 19 de mayo | 15:00 |
| 24 de Setiembre VP   | 2 - 2 | Sportivo Ameliano   | Próculo Cortázar       | 19 de mayo | 15:00 |
| 3 de Febrero         | 2 - 1 | Cristóbal Colón JAS | Toribio Vargas         | 22 de mayo | 14:45 |

| Martín Ledesma      | 1 - 0 | Atlántida            | Salustiano Zaracho    | 25 de mayo | 10:00 |
| Tacuary             | 2 - 3 | 24 de Setiembre VP   | Toribio Vargas        | 25 de mayo | 15:00 |
| Sportivo Limpeño    | 1 - 2 | Sportivo Ameliano    | Optaciano Gómez       | 25 de mayo | 15:00 |
| Atlético Tembetary  | 0 - 1 | 3 de Febrero         | Salvador Cabañas      | 25 de mayo | 15:00 |
| Presidente Hayes    | 1 - 1 | Capitán Figari       | Coronel Félix Cabrera | 25 de mayo | 15:00 |
| Deportivo Recoleta  | 0 - 4 | 29 de Setiembre      | Hugo Bogado Vaceque   | 26 de mayo | 15:00 |
| Atlético Colegiales | 2 - 0 | 3 de Noviembre       | Luciano Zacarias      | 26 de mayo | 15:00 |
| Cristóbal Colón JAS | 0 - 0 | Cristóbal Colón (Ñ)  | Herminio Ricardo      | 26 de mayo | 15:00 |
| Pilcomayo           | 0 - 1 | General Caballero ZC | Agustín Báez          | 26 de mayo | 15:00 |

| Sportivo Ameliano    | 2 - 2 | Tacuary             | José Tomás Silva       | 1 de junio | 10:00 |
| Atlántida            | 2 - 2 | Deportivo Recoleta  | Flaviano Díaz          | 1 de junio | 15:00 |
| Capitán Figari       | 1 - 2 | Martín Ledesma      | Juan B. Ruiz Díaz      | 1 de junio | 15:00 |
| 3 de Noviembre       | 0 - 0 | Presidente Hayes    | Dr. Rubén Ramírez      | 1 de junio | 15:00 |
| 3 de Febrero         | 0 - 3 | Atlético Colegiales | Toribio Vargas         | 1 de junio | 15:00 |
| General Caballero ZC | 1 - 3 | Cristóbal Colón JAS | Hugo Bogado Vaceque    | 2 de junio | 10:00 |
| 24 de Septiembre VP  | 0 - 2 | Pilcomayo           | Próculo Cortázar       | 2 de junio | 15:00 |
| Cristóbal Colón (Ñ)  | 0 - 1 | Atlético Tembetary  | Pablo Patricio Bogarín | 2 de junio | 15:00 |
| 29 de Setiembre      | 1 - 0 | Sportivo Limpeño    | Salustiano Zaracho     | 2 de junio | 15:00 |

| Pilcomayo           | 1 - 6 | Sportivo Ameliano    | Agustín Báez          | 5 de junio  | 15:00 |
| Atlético Tembetary  | 1 - 1 | General Caballero ZC | Salvador Cabañas      | 5 de junio  | 15:00 |
| Atlético Colegiales | 1 - 1 | Cristóbal Colón (Ñ)  | Luciano Zacarias      | 5 de junio  | 15:00 |
| Presidente Hayes    | 5 - 1 | 3 de Febrero         | Coronel Félix Cabrera | 5 de junio  | 15:00 |
| Martín Ledesma      | 2 - 1 | 3 de Noviembre       | Luis Salinas          | 5 de junio  | 15:00 |
| Deportivo Recoleta  | 1 - 0 | Capitán Figari       | Toribio Vargas        | 5 de junio  | 15:00 |
| 29 de Setiembre     | 2 - 2 | Atlántida            | Salustiano Zaracho    | 5 de junio  | 15:00 |
| Cristóbal Colón JAS | 2 - 0 | 24 de Septiembre VP  | Herminio Ricardo      | 12 de junio | 15:00 |
| Sportivo Limpeño    | 0 - 1 | Tacuary              | Optaciano Gómez       | 12 de junio | 15:00 |

| 3 de Febrero         | 2 - 0 | Martín Ledesma      | Toribio Vargas      | 8 de junio | 15:00 |
| General Caballero ZC | 0 - 0 | Atlético Colegiales | Hugo Bogado Vaceque | 8 de junio | 15:00 |
| Capitán Figari       | 1 - 1 | 29 de Septiembre    | Juan B. Ruiz Díaz   | 9 de junio | 15:00 |
| 3 de Noviembre       | 1 - 0 | Deportivo Recoleta  | Dr. Rubén Ramírez   | 9 de junio | 15:00 |
| Cristóbal Colón (Ñ)  | 3 - 2 | Presidente Hayes    | Pablo Bogarín       | 9 de junio | 15:00 |
| 24 de Setiembre VP   | 1 - 1 | Atlético Tembetary  | Próculo Cortázar    | 9 de junio | 15:00 |
| Atlántida            | 1 - 3 | Sportivo Limpeño    | Flaviano Díaz       | 9 de junio | 15:00 |
| Sportivo Ameliano    | 2 - 3 | Cristóbal Colón JAS | Herminio Miranda    | 9 de junio | 15:00 |
| Tacuary              | 1 - 2 | Pilcomayo           | Toribio Vargas      | 9 de junio | 15:00 |

| Atlético Tembetary  | 3 - 1 | Sportivo Ameliano    | Salvador Cabañas      | 15 de junio | 15:00 |
| Atlético Colegiales | 0 - 1 | 24 de Setiembre VP   | Luciano Zacarias      | 15 de junio | 15:00 |
| Martín Ledesma      | 1 - 1 | Cristóbal Colón (Ñ)  | Próculo Cortázar      | 15 de junio | 15:00 |
| Sportivo Limpeño    | 1 - 0 | Pilcomayo            | Optaciano Gómez       | 15 de junio | 15:00 |
| Atlántida           | 2 - 0 | Capitán Figari       | Flaviano Díaz         | 15 de junio | 15:00 |
| Presidente Hayes    | 0 - 0 | General Caballero ZC | Coronel Félix Cabrera | 15 de junio | 15:03 |
| 29 de Setiembre     | 1 - 0 | 3 de Noviembre       | Salustiano Zaracho    | 16 de junio | 10:00 |
| Cristóbal Colón JAS | 1 - 1 | Tacuary              | Herminio Ricardo      | 17 de junio | 15:00 |
| Deportivo Recoleta  | 3 - 0 | 3 de Febrero         | Roque Battilana       | 17 de junio | 15:00 |

| 3 de Noviembre       | 1 - 2 | Atlántida           | Rubén Ramírez    | 22 de junio | 15:00 |
| General Caballero ZC | 2 - 0 | Martín Ledesma      | Hugo Vaceque     | 22 de junio | 15:00 |
| Cristóbal Colón (Ñ)  | 1 - 1 | Deportivo Recoleta  | Pablo Bogarín    | 22 de junio | 15:00 |
| Pilcomayo            | 2 - 3 | Cristóbal Colón JAS | Agustín Báez     | 22 de junio | 15:00 |
| Capitán Figari       | 1 - 0 | Sportivo Limpeño    | Juan Ruiz Díaz   | 22 de junio | 15:00 |
| 24 de Setiembre VP   | 2 - 0 | Presidente Hayes    | Próculo Cortázar | 22 de junio | 15:00 |
| Tacuary              | 3 - 3 | Atlético Tembetary  | Toribio Vargas   | 22 de junio | 15:00 |
| 3 de Febrero         | 0 - 1 | 29 de Setiembre     | Toribio Vargas   | 23 de junio | 10:00 |
| Sportivo Ameliano    | 0 - 0 | Atlético Colegiales | José Tomás Silva | 23 de junio | 10:00 |

| Atlético Tembetary  | 3 - 2 | Pilcomayo            | Salvador Cabañas   | 29 de junio | 10:00 |
| Sportivo Limpeño    | 4 - 1 | Cristóbal Colón JAS  | Optaciano Gómez    | 29 de junio | 15:00 |
| Martín Ledesma      | 0 - 2 | 24 de Setiembre VP   | Ypané              | 29 de junio | 15:00 |
| Atlántida           | 1 - 2 | 3 de Febrero         | Flaviano Díaz      | 29 de junio | 15:00 |
| Capitán Figari      | 0 - 2 | 3 de Noviembre       | Juan B. Ruiz Díaz  | 29 de junio | 15:00 |
| Presidente Hayes    | 0 - 2 | Sportivo Ameliano    | Félix Cabrera      | 29 de junio | 15:00 |
| Atlético Colegiales | 0 - 1 | Tacuary              | Colegialito        | 30 de junio | 15:00 |
| Deportivo Recoleta  | 3 - 2 | General Caballero ZC | Roque Battilana    | 30 de junio | 15:00 |
| 29 de Septiembre    | 1 - 1 | Cristóbal Colón (Ñ)  | Salustiano Zaracho | 30 de junio | 15:00 |

| 3 de Febrero         | 2 - 1 | Capitán Figari      | Coronel Félix Cabrera | 6 de julio | 10:00 |
| General Caballero ZC | 1 - 1 | 29 de Septiembre    | Hugo Bogado Vaceque   | 6 de julio | 10:00 |
| 3 de Noviembre       | 1 - 0 | Sportivo Limpeño    | Rubén Ramírez         | 6 de julio | 15:00 |
| Cristóbal Colón (Ñ)  | 1 - 2 | Atlántida           | Pablo Bogarín         | 6 de julio | 15:00 |
| 24 de Septiembre VP  | 0 - 1 | Deportivo Recoleta  | Próculo Cortázar      | 6 de julio | 15:00 |
| Sportivo Ameliano    | 2 - 1 | Martín Ledesma      | José Tomás Silva      | 6 de julio | 15:00 |
| Cristóbal Colón JAS  | 1 - 3 | Atlético Tembetary  | Herminio Ricardo      | 6 de julio | 15:00 |
| Tacuary              | 1 - 0 | Presidente Hayes    | Toribio Vargas        | 7 de julio | 10:00 |
| Pilcomayo            | 1 - 1 | Atlético Colegiales | Agustín Báez          | 7 de julio | 15:00 |

| Presidente Hayes    | 1 - 0 | Pilcomayo            | Coronel Félix Cabrera | 10 de julio | 15:00 |
| Martín Ledesma      | 0 - 1 | Tacuary              | Ypané                 | 10 de julio | 15:00 |
| Deportivo Recoleta  | 2 - 4 | Sportivo Ameliano    | Roque Battilana       | 10 de julio | 15:00 |
| 29 de Septiembre    | 0 - 2 | 24 de Setiembre VP   | Salustiano Zaracho    | 10 de julio | 15:00 |
| Atlántida           | 2 - 1 | General Caballero ZC | Flaviano Díaz         | 10 de julio | 15:00 |
| Capitán Figari      | 2 - 2 | Cristóbal Colón (Ñ)  | Juan B. Ruiz Díaz     | 10 de julio | 15:00 |
| Atlético Colegiales | 3 - 3 | Cristóbal Colón JAS  | Colegialito           | 17 de julio | 15:00 |
| Sportivo Limpeño    | 2 - 1 | Atlético Tembetary   | Optaciano Gómez       | 17 de julio | 15:00 |
| 3 de Noviembre      | 1 - 1 | 3 de Febrero         | Rubén Ramírez         | 17 de julio | 15:00 |

| Atlético Tembetary   | 1 - 1 | Atlético Colegiales | Salvador Cabañas       | 13 de julio | 10:00 |
| Cristóbal Colón JAS  | 1 - 0 | Presidente Hayes    | Herminio Ricardo       | 13 de julio | 15:00 |
| General Caballero ZC | 3 - 3 | Capitán Figari      | Hugo Bogado Vaceque    | 13 de julio | 15:00 |
| Tacuary              | 2 - 0 | Deportivo Recoleta  | Juan B. Ruiz Díaz      | 14 de julio | 10:00 |
| Cristóbal Colón (Ñ)  | 1 - 1 | 3 de Noviembre      | Pablo Patricio Bogarín | 14 de julio | 15:00 |
| 24 de Setiembre VP   | 0 - 0 | Atlántida           | Próculo Cortázar       | 14 de julio | 15:00 |
| 3 de Febrero         | 2 - 1 | Sportivo Limpeño    | Toribio Vargas         | 14 de julio | 15:00 |
| Sportivo Ameliano    | 3 - 1 | 29 de Septiembre    | José Tomás Silva       | 14 de julio | 15:00 |
| Pilcomayo            | 1 - 2 | Martín Ledesma      | Agustín Báez           | 14 de julio | 15:00 |

| Deportivo Recoleta | 3 - 1 | Pilcomayo            | Roque Battilana     | 19 de julio | 15:00 |
| Presidente Hayes   | 3 - 3 | Atlético Tembetary   | Félix Cabrera       | 20 de julio | 15:00 |
| Martín Ledesma     | 1 - 1 | Cristóbal Colón JAS  | Ypané               | 20 de julio | 15:00 |
| Sportivo Limpeño   | 0 - 4 | Atlético Colegiales  | Optaciano Gómez     | 20 de julio | 15:00 |
| 29 de Septiembre   | 2 - 2 | Tacuary              | Salustiano Zaracho  | 21 de julio | 15:00 |
| Atlántida          | 1 - 1 | Sportivo Ameliano    | Flaviano Díaz       | 21 de julio | 15:00 |
| Capitán Figari     | 1 - 1 | 24 de Septiembre VP  | Juan B. Ruiz Díaz   | 21 de julio | 15:00 |
| 3 de Noviembre     | 2 - 4 | General Caballero ZC | Rubén Ramírez       | 21 de julio | 15:00 |
| 3 de Febrero       | 2 - 3 | Cristobal Colón (Ñ)  | Tomás Beggan Correa | 21 de julio | 15:00 |

| General Caballero ZC | 3 - 2 | 3 de Febrero       | Hugo Bogado Vaceque | 27 de julio | 10:00 |
| Tacuary              | 1 - 0 | Atlántida          | Roque Battilana     | 27 de julio | 10:00 |
| Cristóbal Colón JAS  | 0 - 0 | Deportivo Recoleta | Herminio Ricardo    | 27 de julio | 15:00 |
| 24 de Setiembre VP   | 1 - 0 | 3 de Noviembre     | Próculo Cortázar    | 28 de julio | 15:00 |
| Pilcomayo            | 0 - 1 | 29 de Setiembre    | Agustín Báez        | 28 de julio | 15:00 |
| Cristóbal Colón (Ñ)  | 4 - 0 | Sportivo Limpeño   | Patricio Bogarín    | 28 de julio | 15:00 |
| Atlético Colegiales  | 1 - 2 | Presidente Hayes   | Colegialito         | 28 de julio | 15:00 |
| Sportivo Ameliano    | 8 - 0 | Capitán Figari     | José Tomás Silva    | 29 de julio | 15:00 |
| Atlético Tembetary   | 4 - 1 | Martín Ledesma     | Salvador Cabañas    | 29 de julio | 15:00 |

| Martín Ledesma      | 0 - 0 | Atlético Colegiales  | Ypané                  | 3 de agosto | 15:00 |
| Atlántida           | 2 - 1 | Pilcomayo            | Flaviano Díaz          | 3 de agosto | 15:00 |
| Sportivo Limpeño    | 1 - 0 | Presidente Hayes     | Optaciano Gómez        | 3 de agosto | 15:00 |
| 3 de Febrero        | 1 - 2 | 24 de Setiembre VP   | Toribio Vargas         | 3 de agosto | 15:00 |
| Deportivo Recoleta  | 0 - 2 | Atlético Tembetary   | Roque Battilana        | 4 de agosto | 15:00 |
| 29 de Setiembre     | 3 - 2 | Cristóbal Colón JAS  | Salustiano Zaracho     | 4 de agosto | 15:00 |
| Capitán Figari      | 3 - 1 | Tacuary              | Juan Ruiz Díaz         | 4 de agosto | 15:00 |
| 3 de Noviembre      | 2 - 1 | Sportivo Ameliano    | Rubén Ramírez          | 4 de agosto | 15:00 |
| Cristóbal Colón (Ñ) | 3 - 1 | General Caballero ZC | Pablo Patricio Bogarín | 4 de agosto | 15:00 |

| Presidente Hayes     | 1 - 3 | Martín Ledesma      | Coronel Félix Cabrera | 9 de agosto  | 15:00 |
| Atlético Tembetary   | 3 - 0 | 29 de Septiembre    | Salvador Cabañas      | 10 de agosto | 10:00 |
| General Caballero ZC | 2 - 0 | Sportivo Limpeño    | Hugo Bogado Vaceque   | 10 de agosto | 10:00 |
| Tacuary              | 2 - 1 | 3 de Noviembre      | Roque Battilana       | 10 de agosto | 10:03 |
| 24 de Septiembre VP  | 2 - 3 | Cristóbal Colón (Ñ) | Próculo Cortázar      | 10 de agosto | 15:00 |
| Sportivo Ameliano    | 3 - 3 | 3 de Febrero        | José Tomás Silva      | 11 de agosto | 14:30 |
| Pilcomayo            | 1 - 2 | Capitán Figari      | Agustín Báez          | 11 de agosto | 15:00 |
| Cristóbal Colón JAS  | 1 - 2 | Atlántida           | Herminio Ricardo      | 11 de agosto | 15:00 |
| Atlético Colegiales  | 3 - 1 | Deportivo Recoleta  | Colegialito           | 11 de agosto | 15:00 |

| Atlético Tembetary  | 4 - 2 | Atlántida            | Salvador Cabañas | 24 de agosto | 9:00  |
| Sportivo Limpeño    | 0 - 2 | Martín Ledesma       | Optaciano Gómez  | 24 de agosto | 15:00 |
| Presidente Hayes    | 0 - 1 | Deportivo Recoleta   | Félix Cabrera    | 24 de agosto | 15:00 |
| Tacuary             | 1 - 1 | 3 de Febrero         | Roque Battilana  | 25 de agosto | 10:00 |
| Sportivo Ameliano   | 5 - 1 | Cristóbal Colón (Ñ)  | Martín Torres    | 25 de agosto | 14:30 |
| Cristóbal Colón JAS | 0 - 0 | Capitán Figari       | Herminio Ricardo | 25 de agosto | 15:00 |
| 24 de Setiembre VP  | 3 - 1 | General Caballero ZC | Próculo Cortázar | 25 de agosto | 15:00 |
| Pilcomayo           | 2 - 1 | 3 de Noviembre       | Agustín Báez     | 25 de agosto | 15:00 |
| Atlético Colegiales | 2 - 4 | 29 de Setiembre      | Colegialito      | 25 de agosto | 15:00 |

| Cristóbal Colón (Ñ)  | 1 - 0 | Tacuary             | River Plate         | 30 de agosto    | 19:00 |
| General Caballero ZC | 1 - 3 | Sportivo Ameliano   | Hugo Bogado Vaceque | 31 de agosto    | 10:00 |
| Atlántida            | 3 - 2 | Atlético Colegiales | Flaviano Díaz       | 31 de agosto    | 15:00 |
| 24 de Setiembre VP   | 1 - 1 | Sportivo Limpeño    | Próculo Cortázar    | 1 de septiembre | 15:00 |
| 3 de Febrero         | 1 - 1 | Pilcomayo           | 3 de Febrero        | 1 de septiembre | 15:00 |
| Capitán Figari       | 0 - 1 | Atlético Tembetary  | Juan B. Ruiz Díaz   | 1 de septiembre | 15:00 |
| 29 de Setiembre      | 3 - 2 | Presidente Hayes    | Salustiano Zaracho  | 1 de septiembre | 15:00 |
| Deportivo Recoleta   | 2 - 1 | Martin Ledesma      | Roque Battilana     | 1 de septiembre | 15:00 |
| 3 de Noviembre       | 1 - 2 | Cristóbal Colón JAS | Rubén Ramírez       | 1 de septiembre | 15:00 |

| Atlético Tembetary  | 2 - 2 | 3 de Noviembre       | Salvador Cabañas      | 7 de septiembre | 10:00 |
| Tacuary             | 4 - 2 | General Caballero ZC | Roque Battilana       | 7 de septiembre | 10:00 |
| Martín Ledesma      | 0 - 1 | 29 de Setiembre      | Ypané                 | 7 de septiembre | 15:00 |
| Presidente Hayes    | 1 - 0 | Atlántida            | Coronel Félix Cabrera | 7 de septiembre | 15:00 |
| Sportivo Limpeño    | 1 - 1 | Deportivo Recoleta   | Optaciano Gómez       | 7 de septiembre | 15:00 |
| Atlético Colegiales | 3 - 1 | Capitán Figari       | Colegialito           | 8 de septiembre | 10:00 |
| Cristóbal Colón JAS | 0 - 1 | 3 de Febrero         | Herminio Ricardo      | 8 de septiembre | 15:00 |
| Pilcomayo           | 0 - 1 | Cristóbal Colón (Ñ)  | Agustín Báez          | 8 de septiembre | 15:00 |
| Sportivo Ameliano   | 4 - 3 | 24 de Septiembre VP  | Roque Battilana       | 8 de septiembre | 15:00 |

| 29 de Setiembre      | 2 - 1 | Deportivo Recoleta  | Ricardo Gregor         | 13 de septiembre | 19:00 |
| General Caballero ZC | 0 - 1 | Pilcomayo           | Hugo Bogado Vaceque    | 14 de septiembre | 10:00 |
| Sportivo Ameliano    | 4 - 0 | Sportivo Limpeño    | Roque Battilana        | 14 de septiembre | 10:00 |
| 3 de Noviembre       | 1 - 1 | Atlético Colegiales | Rubén Ramírez          | 14 de septiembre | 15:00 |
| Atlántida            | 0 - 0 | Martín Ledesma      | Flaviano Díaz          | 14 de septiembre | 15:00 |
| 24 de Setiembre VP   | 3 - 0 | Tacuary             | Próculo Cortázar       | 15 de septiembre | 15:00 |
| Cristóbal Colón (Ñ)  | 1 - 2 | Cristóbal Colón JAS | Pablo Patricio Bogarín | 15 de septiembre | 15:00 |
| 3 de Febrero         | 4 - 3 | Atlético Tembetary  | 3 de Febrero           | 15 de septiembre | 15:00 |
| Capitán Figari       | 1 - 1 | Presidente Hayes    | Juan B. Ruiz Díaz      | 15 de septiembre | 15:00 |

| Martin Ledesma      | 3 - 1 | Capitán Figari       | Herminio Ricardo      | 20 de septiembre | 15:00 |
| Presidente Hayes    | 1 - 1 | 3 de Noviembre       | Coronel Félix Cabrera | 20 de septiembre | 15:15 |
| Deportivo Recoleta  | 3 - 3 | Atlántida            | Roque Battilana       | 21 de septiembre | 10:00 |
| Atlético Colegiales | 3 - 1 | 3 de Febrero         | Colegialito           | 21 de septiembre | 10:00 |
| Atlético Tembetary  | 0 - 0 | Cristóbal Colón (Ñ)  | Salvador Cabañas      | 21 de septiembre | 10:00 |
| Tacuary             | 1 - 0 | Sportivo Ameliano    | Ricardo Gregor        | 21 de septiembre | 15:00 |
| Sportivo Limpeño    | 3 - 4 | 29 de Setiembre      | Optaciano Gómez       | 21 de septiembre | 15:15 |
| Pilcomayo           | 1 - 1 | 24 de Septiembre VP  | Agustín Báez          | 21 de septiembre | 15:15 |
| Cristóbal Colón JAS | 2 - 1 | General Caballero ZC | Herminio Ricardo      | 22 de septiembre | 15:00 |

| 24 de Septiembre VP  | 0 - 0 | Cristóbal Colón JAS | Próculo Cortázar       | 25 de septiembre | 15:15 |
| General Caballero ZC | 1 - 2 | Atlético Tembetary  | Hugo Bogado Vaceque    | 25 de septiembre | 15:15 |
| Cristóbal Colón (Ñ)  | 4 - 1 | Atlético Colegiales | Pablo Patricio Bogarín | 25 de septiembre | 15:15 |
| 3 de Febrero         | 1 - 1 | Presidente Hayes    | 3 de Febrero           | 25 de septiembre | 15:15 |
| Tacuary              | 3 - 4 | Sportivo Limpeño    | Roque Battilana        | 25 de septiembre | 15:15 |
| 3 de Noviembre       | 3 - 2 | Martín Ledesma      | Rubén Ramírez          | 25 de septiembre | 15:15 |
| Capitán Figari       | 0 - 3 | Deportivo Recoleta  | Juan B. Ruiz Díaz      | 25 de septiembre | 15:15 |
| Atlántida            | 3 - 4 | 29 de Setiembre     | Flaviano Díaz          | 25 de septiembre | 15:15 |
| Sportivo Ameliano    | 1 - 0 | Pilcomayo           | Martín Torres          | 25 de septiembre | 15:15 |

| Martín Ledesma      | 1 - 0 | 3 de Febrero         | Ypané              | 28 de septiembre | 15:15 |
| 29 de Setiembre     | 2 - 0 | Capitán Figari       | Salustiano Zaracho | 28 de septiembre | 15:15 |
| Atlético Colegiales | 1 - 1 | General Caballero ZC | Colegialito        | 28 de septiembre | 15:15 |
| Atlético Tembetary  | 0 - 1 | 24 de Setiembre VP   | Salvador Cabañas   | 29 de septiembre | 10:00 |
| Presidentes Hayes   | 3 - 2 | Cristóbal Colón (Ñ)  | Félix Cabrera      | 29 de septiembre | 10:00 |
| Cristóbal Colón JAS | 2 - 0 | Sportivo Ameliano    | Herminio Ricardo   | 29 de septiembre | 15:15 |
| Sportivo Limpeño    | 2 - 1 | Atlántida            | Optaciano Gómez    | 29 de septiembre | 15:15 |
| Deportivo Recoleta  | 2 - 0 | 3 de Noviembre       | Roque Battilana    | 29 de septiembre | 15:15 |
| Pilcomayo           | 0 - 0 | Tacuary              | Agustín Báez       | 29 de septiembre | 15:15 |

| Tacuary              | 3 - 2 | Cristóbal Colón JAS | Roque Battilana        | 5 de octubre  | 10:00 |
| 24 de Setiembre VP   | 2 - 2 | Atlético Colegiales | Próculo Cortázar       | 5 de octubre  | 15:15 |
| General Caballero ZC | 0 - 1 | Presidente Hayes    | Hugo Bogado Vaceque    | 5 de octubre  | 15:15 |
| Cristóbal Colón (Ñ)  | 4 - 0 | Martin Ledesma      | Pablo Patricio Bogarin | 5 de octubre  | 15:15 |
| Capitán Figari       | 1 - 2 | Atlántida           | Juan B. Ruiz Díaz      | 5 de octubre  | 15:15 |
| Sportivo Ameliano    | 3 - 0 | Atlético Tembetary  | Roque Battilana        | 6 de octubre  | 10:00 |
| 3 de Noviembre       | 1 - 1 | 29 de Septiembre    | Rubén Ramírez          | 6 de octubre  | 16:15 |
| Pilcomayo            | 0 - 1 | Sportivo Limpeño    | Agustín Báez           | 6 de octubre  | 16:15 |
| 3 de Febrero         | 0 - 2 | Deportivo Recoleta  | 3 de Febrero           | 16 de octubre | 16:15 |

| Martín Ledesma      | 0 - 1 | General Caballero ZC | Ypané            | 11 de octubre | 16:15 |
| 29 de Setiembre     | 2 - 1 | 3 de Febrero         | Martín Torres    | 11 de octubre | 19:00 |
| Atlético Tembetary  | 2 - 1 | Tacuary              | Ricardo Gregor   | 12 de octubre | 16:00 |
| Atlántida           | 2 - 2 | 3 de Noviembre       | Flaviano Díaz    | 12 de octubre | 16:15 |
| Cristóbal Colón JAS | 1 - 0 | Pilcomayo            | Herminio Ricardo | 12 de octubre | 16:15 |
| Presidente Hayes    | 1 - 2 | 24 de Setiembre VP   | Félix Cabrera    | 13 de octubre | 10:00 |
| Atlético Colegiales | 4 - 2 | Sportivo Ameliano    | Colegialito      | 13 de octubre | 10:00 |
| Deportivo Recoleta  | 3 - 1 | Cristóbal Colón (Ñ)  | Roque Battilana  | 13 de octubre | 16:15 |
| Sportivo Limpeño    | 1 - 0 | Capitán Figari       | Optaciano Gómez  | 13 de octubre | 16:15 |

| Sportivo Ameliano    | 6 - 0 | Presidente Hayes    | La Arboleda            | 18 de octubre | 19:00 |
| General Caballero ZC | 0 - 3 | Deportivo Recoleta  | Hugo Bogado Vaceque    | 19 de octubre | 9:00  |
| Tacuary              | 3 - 2 | Atlético Colegiales | Roque Battilana        | 19 de octubre | 9:15  |
| 3 de Noviembre       | 2 - 0 | Capitán Figari      | Rubén Ramírez          | 19 de octubre | 16:30 |
| Cristóbal Colón (Ñ)  | 2 - 1 | 29 de Septiembre    | Pablo Patricio Bogarín | 20 de octubre | 16:15 |
| Cristóbal Colón JAS  | 1 - 3 | Sportivo Limpeño    | Herminio Ricardo       | 20 de octubre | 16:20 |
| 3 de Febrero         | 3 - 1 | Atlántida           | 3 de Febrero           | 20 de octubre | 16:20 |
| Pilcomayo            | 1 - 3 | Atlético Tembetary  | Agustín Báez           | 20 de octubre | 16:30 |
| 24 de Setiembre VP   | 2 - 0 | Martín Ledesma      | Próculo Cortázar       | 20 de octubre | 16:30 |

| Atlántida           | 1 - 3 | Cristóbal Colón (Ñ)  | Flaviano Díaz      | 25 de octubre | 16:20 |
| Deportivo Recoleta  | 2 - 4 | 24 de Setiembre VP   | Roque Battilana    | 25 de octubre | 16:20 |
| Martín Ledesma      | 2 - 2 | Sportivo Ameliano    | Ypané              | 25 de octubre | 16:20 |
| Atlético Tembetary  | 1 - 2 | Cristóbal Colón JAS  | Ricardo Gregor     | 25 de octubre | 19:00 |
| Capitán Figari      | 0 - 4 | 3 de Febrero         | Juan B. Ruiz Díaz  | 26 de octubre | 9:15  |
| 29 de Setiembre     | 3 - 1 | General Caballero ZC | Salustiano Zaracho | 26 de octubre | 9:15  |
| Sportivo Limpeño    | 1 - 0 | 3 de Noviembre       | Optaciano Gómez    | 26 de octubre | 16:20 |
| Presidente Hayes    | 2 - 4 | Tacuary              | Félix Cabrera      | 26 de octubre | 16:20 |
| Atlético Colegiales | 0 - 0 | Pilcomayo            | Colegialito        | 27 de octubre | 9:15  |

| 24 de Setiembre VP   | 3 - 2 | 29 de Septiembre    | Próculo Cortázar       | 29 de octubre | 16:20 |
| Sportivo Ameliano    | 1 - 1 | Deportivo Recoleta  | La Arboleda            | 29 de octubre | 16:20 |
| Atlético Tembetary   | 1 - 0 | Sportivo Limpeño    | Salvador Cabañas       | 30 de octubre | 9:15  |
| Pilcomayo            | 1 - 2 | Presidente Hayes    | Agustín Báez           | 30 de octubre | 16:20 |
| Tacuary              | 5 - 0 | Martín Ledesma      | Roque Battilana        | 30 de octubre | 16:20 |
| General Caballero ZC | 1 - 1 | Atlántida           | Hugo Bogado Vaceque    | 30 de octubre | 16:20 |
| Cristobal Colón (Ñ)  | 3 - 0 | Capitán Figari      | Pablo Patricio Bogarín | 30 de octubre | 16:20 |
| Cristobal Colón JAS  | 2 - 1 | Atlético Colegiales | Herminio Ricardo       | 30 de octubre | 16:20 |
| 3 de Febrero         | 3 - 1 | 3 de Noviembre      | 3 de Febrero           | 30 de octubre | 16:20 |

| 29 de Septiembre    | 0 - 2 | Sportivo Ameliano    | Adrián Jara       | 2 de noviembre | 9:00  |
| Atlético Colegiales | 2 - 3 | Atlético Tembetary   | Colegialito       | 3 de noviembre | 9:00  |
| Presidente Hayes    | 2 - 1 | Cristóbal Colón JAS  | Félix Cabrera     | 3 de noviembre | 9:00  |
| Deportivo Recoleta  | 1 - 2 | Tacuary              | Roque Battilana   | 3 de noviembre | 9:00  |
| Martín Ledesma      | 0 - 1 | Pilcomayo            | Herminio Ricardo  | 3 de noviembre | 9:00  |
| Capitán Figari      | 1 - 1 | General Caballero ZC | Juan B. Ruiz Díaz | 3 de noviembre | 17:00 |
| 3 de Noviembre      | 2 - 3 | Cristobal Colón (Ñ)  | Rubén Ramírez     | 3 de noviembre | 17:00 |
| Atlántida           | 0 - 0 | 24 de Septiembre VP  | Flaviano Díaz     | 3 de noviembre | 17:00 |
| Sportivo Limpeño    | 0 - 1 | 3 de Febrero         | Optaciano Gómez   | 3 de noviembre | 17:00 |

| Pilcomayo            | 0 - 0 | Recoleta         | Agustín Báez           | 10 de noviembre | 9:00  |
| Atlético Tembetary   | 4 - 0 | Presidente Hayes | Salvador Cabañas       | 10 de noviembre | 9:00  |
| Atlético Colegiales  | 0 - 4 | Sportivo Limpeño | Colegialito            | 10 de noviembre | 9:00  |
| Tacuary              | 4 - 2 | 29 de Septiembre | Roque Battilana        | 10 de noviembre | 9:00  |
| Sportivo Ameliano    | 3 - 1 | Atlántida        | Roque Battilana        | 10 de noviembre | 17:00 |
| Cristobal Colón JAS  | 2 - 0 | Martín Ledesma   | Herminio Ricardo       | 10 de noviembre | 17:00 |
| 24 de Setiembre VP   | 5 - 0 | Capitán Figari   | Próculo Cortázar       | 10 de noviembre | 17:00 |
| General Caballero ZC | 2 - 2 | 3 de Noviembre   | Hugo Bogado Vaceque    | 10 de noviembre | 17:00 |
| Cristobal Colón (Ñ)  | 1 - 0 | 3 de Febrero     | Pablo Patricio Bogarín | 10 de noviembre | 17:00 |

| Presidente Hayes   | 2 - 1 | Atlético Colegiales  | Félix Cabrera      | 15 de noviembre | 17:00 |
| 3 de Febrero       | 2 - 1 | General Caballero ZC | 3 de Febrero       | 16 de noviembre | 9:10  |
| Atlántida          | 0 - 0 | Tacuary              | Flaviano Díaz      | 16 de noviembre | 9:10  |
| Deportivo Recoleta | 4 - 2 | Cristóbal Colón JAS  | Roque Battilana    | 16 de noviembre | 9:10  |
| 3 de Noviembre     | 0 - 0 | 24 de Septiembre VP  | Rubén Ramírez      | 16 de noviembre | 9:10  |
| 29 de Setiembre    | 2 - 0 | Pilcomayo            | Salustiano Zaracho | 16 de noviembre | 9:10  |
| Sportivo Limpeño   | 0 - 1 | Cristóbal Colón (Ñ)  | Optaciano Gómez    | 16 de noviembre | 9:10  |
| Capitán Figari     | 0 - 8 | Sportivo Ameliano    | Juan B. Ruiz Díaz  | 16 de noviembre | 9:10  |
| Martín Ledesma     | 1 - 3 | Atlético Tembetary   | Herminio Ricardo   | 16 de noviembre | 9:10  |

| Presidente Hayes     | 1 - 0 | Sportivo Limpeño    | Félix Cabrera       | 22 de noviembre | 17:00 |
| Atlético Colegiales  | 3 - 2 | Martín Ledesma      | Colegialito         | 23 de noviembre | 9:10  |
| Pilcomayo            | 1 - 1 | Atlántida           | Agustín Báez        | 23 de noviembre | 9:10  |
| 24 de Septiembre VP  | 1 - 1 | 3 de Febrero        | Próculo Cortázar    | 23 de noviembre | 9:10  |
| Atlético Tembetary   | 2 - 1 | Deportivo Recoleta  | Salvador Cabañas    | 23 de noviembre | 9:10  |
| Cristóbal Colón JAS  | 1 - 2 | 29 de Setiembre     | Herminio Ricardo    | 23 de noviembre | 9:10  |
| Tacuary              | 6 - 0 | Capitán Figari      | Roque Battilana     | 23 de noviembre | 9:10  |
| Sportivo Ameliano    | 2 - 1 | 3 de Noviembre      | Ricardo Gregor      | 23 de noviembre | 9:10  |
| General Caballero ZC | 0 - 1 | Cristóbal Colón (Ñ) | Hugo Bogado Vaceque | 23 de noviembre | 9:10  |

| Cristóbal Colón (Ñ) | 1 - 6 | 24 de Setiembre VP   | Pablo Patricio Bogarín | 27 de noviembre | 9:00  |
| Sportivo Limpeño    | 2 - 1 | General Caballero ZC | Optaciano Gómez        | 27 de noviembre | 9:00  |
| Martín Ledesma      | 2 - 0 | Presidente Hayes     | Herminio Ricardo       | 27 de noviembre | 9:10  |
| Atlántida           | 1 - 2 | Cristóbal Colón JAS  | Flaviano Díaz          | 27 de noviembre | 17:00 |
| Deportivo Recoleta  | 7 - 1 | Atlético Colegiales  | Roque Battilana        | 30 de noviembre | 9:00  |
| Capitán Figari      | 1 - 2 | Pilcomayo            | Juan B. Ruiz Díaz      | 30 de noviembre | 9:10  |
| 29 de Setiembre     | 3 - 1 | Atlético Tembetary   | Salustiano Zaracho     | 30 de noviembre | 9:10  |
| 3 de Noviembre      | 0 - 4 | Tacuary              | Rubén Ramírez          | 30 de noviembre | 9:10  |
| 3 de Febrero        | 0 - 1 | Sportivo Ameliano    | 3 de Febrero           | 30 de noviembre | 9:10  |